# Triricinolein
Triricinolein ist das Triglycerid der Ricinolsäure und mit einem Gehalt von über 75 % der Hauptbestandteil des Rizinusöls, welches aus dem Samen des Wunderbaums (Ricinus communis) gewonnenen wird. Die Besonderheit dieses Pflanzenöls beruht auf der Rizinolsäure, die eine ungesättigte Fettsäure mit einer Hydroxygruppe ist. 

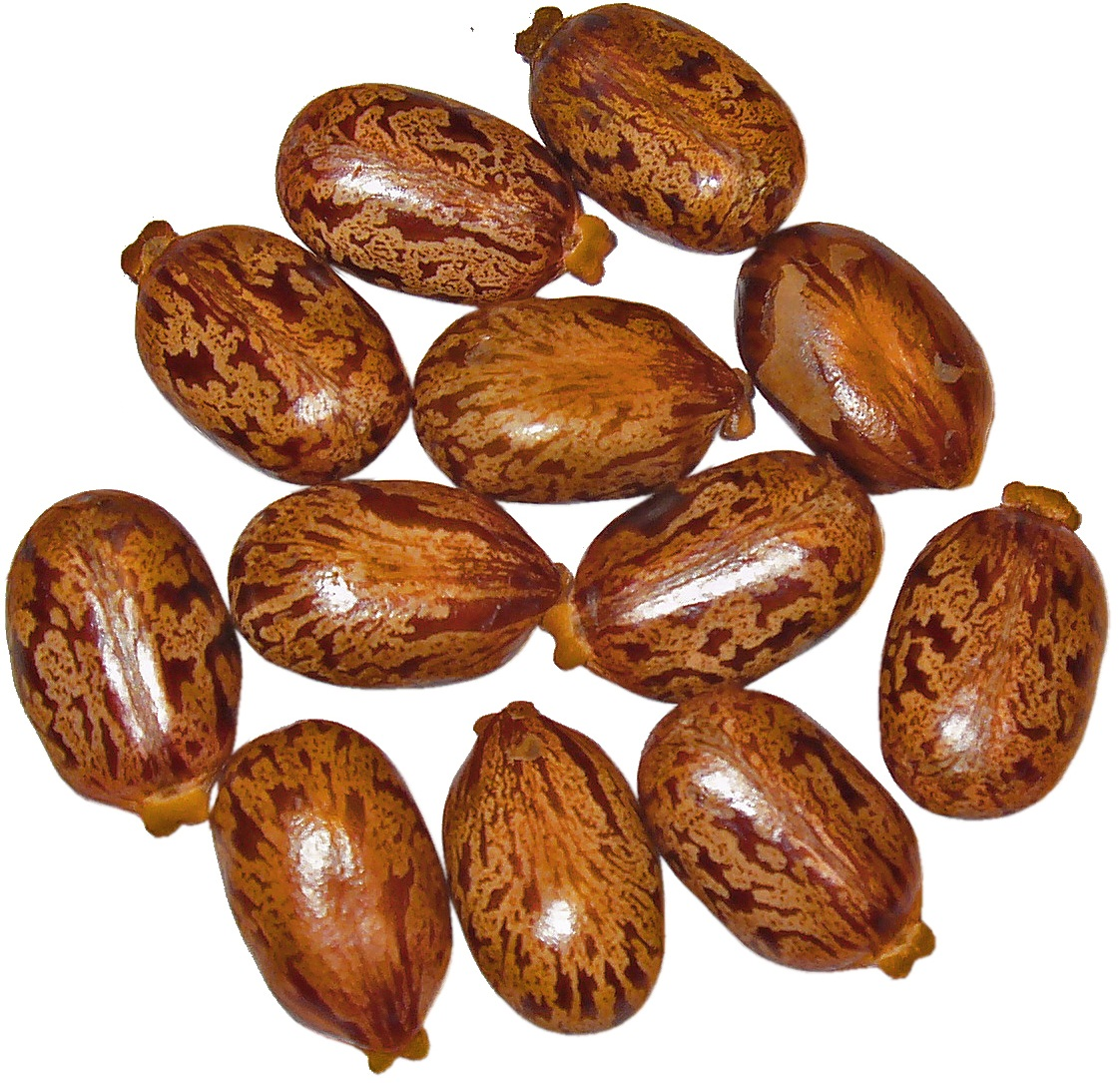
Rizinus-Samen

Triricinolein ist ein wichtiger Ausgangsstoff für Zubereitungen im Bereich Kosmetika mit rückfettender und geschmeidig machender Wirkung für Haut und Haar sowie zur Herstellung von technischen Produkten. 
Die Gewinnung erfolgt ausschließlich aus dem Naturprodukt. Triricinolein kann jedoch nicht als reiner Stoff direkt aus Rizinusöl in wirtschaftlicher Weise abgetrennt werden. Es wird daher ein indirekter Weg gewählt: Nach Verseifung der Triglyceride des Rizinusöls wird die Ricinolsäure abgetrennt und gereinigt. Diese kann dann wiederum mit Glycerin zu chemisch reinen Mono-, Di- und Triricinolein verestert werden. In der Lebensmittelindustrie wird es als hochwirksamer Emulgator Polyglycerin-Polyricinoleat (PGPR, Lebensmittelzusatzstoff E 476) als Rheologiehilfsmittel bei der Schokoladenherstellung eingesetzt. PGPR kann als „polykondensiertes“ Triricinolein angesehen werden. 